# Maciej Słomczyński
Maciej Słomczyński est un écrivain et traducteur polonais, né le 10 avril 1922 à Varsovie et mort le 21 mars 1998 à Cracovie.
Bien que Polonais, il est le fils du producteur et cinéaste américain des années 1930 Merian C. Cooper.

## Biographie

### Naissance et expérience de la guerre
Maciej Słomczyński est le fils du metteur en scène et producteur américain Merian C. Cooper, producteur de King Kong et de Marjorie Crosby (Les Quatre Filles du docteur March). Son nom de famille, Słomczyński, vient de son beau-père, marié avec sa mère, qui décida de rester en Pologne après le départ de Cooper pour les États-Unis. La raison est cependant discutée au sein de la famille.
En 1941, il entre dans la Konfederacja Narodu, et en 1943, se retrouve dans l'Armia Krajowa (armée de l'intérieur). Il est arrêté en 1944 et envoyé à la prison de Varsovie, qui est transformée en camp de concentration par l'occupant, Pawiak. Il s'en échappe, s'enfuit vers l'Ouest et intègre l'armée puis la gendarmerie américaine en France.

### Une carrière multiforme
Il commence sa carrière avec des poèmes imprimés en 1946 dans la revue Tydzień. En 1947, il retourne en Pologne, et sept ans plus tard, s'installe à Cracovie.
Il traduit entre autres œuvres Ulysse et Les Voyages de Gulliver, et est la seule personne au monde à avoir traduit toutes les œuvres de William Shakespeare. Il est également l'auteur de nombreux livres à sensation et de romans policiers, qu'il publie sous le pseudonyme Joe Alex (ainsi que Józef Aleks) et Kazimierz Kwaśniewski. En tant que Joe Alex, il est aussi l'auteur de scénarios de films, d'œuvres théâtrales (Panny z Acheronu) ainsi que de spectacles et de programmes télévisés. Les romans policiers de Joe Alex furent traduits dans 13 langues : biélorusse, bulgare, tchèque, lituanien, letton, allemand, russe, roumain, serbo-croate, slovaque, ukrainien et hongrois. La plupart des publications furent éditées en URSS, à des millions d'exemplaires, et le furent sans son accord ni celui de son héritier.
Il a été membre de l'Association des Écrivains Polonais, du Rotary Club, vice-président de l'association internationale Fondation James Joyce, et à partir de 1973 membre de l'Irish Institute.

### Reconnaissance et fin de vie
Le 11 novembre 1997, le président Aleksander Kwaśniewski le décore de la Croix de Commandeur de l'Ordre Polonia Restituta, pour service rendu à la culture nationale. Il décèdera quelques mois plus tard et sera enterré dans le cimetière Rakowicki à Cracovie.

## Œuvres

### Sous le pseudonyme de Joe Alex
- Powiem wam jak zginął, 1959
- Śmierć mówi w moim imieniu, 1960
- Jesteś tylko diabłem, 1960
- Cichym ścigałam go lotem, 1962
- Pod szlachetnym koniem, 1963
- Zmącony spokój Pani Labiryntu, 1965
- Gdzie przykazań brak dziesięciu, 1968
- Piekło jest we mnie, 1975
- Cicha jak ostatnie tchnienie, 1991

## Scénarios
- 1963 : Zbrodniarz i panna (pl) de Janusz Nasfeter (pl)
- 1963 : Ostatni kurs (pl) de Jan Batory
- 1966 : Gdzie jest trzeci król (pl) de Ryszard Ber